# 23837 Matthewnanni
23837 Matthewnanni là một tiểu hành tinh vành đai chính với chu kỳ quỹ đạo là 1341.1998680 ngày (3.67 năm).
Nó được phát hiện ngày 17 tháng 8 năm 1998.